# Resolutie 511 Veiligheidsraad Verenigde Naties
Resolutie 511 van de Veiligheidsraad van de Verenigde Naties werd op 18 juni 1982 aangenomen. Dit gebeurde met dertien stemmen voor, geen stem tegen en twee onthoudingen, van Polen en de Sovjet-Unie.

## Achtergrond
Begin juni 1982 viel Israël ter vergelding van de poging tot moord op zijn ambassadeur Shlomo Argov in Londen de Palestijnse PLO aan in Beiroet. Die laatste reageerde met beschietingen van Israël, waarna die Libanon binnenviel. Daarop volgde een wekenlange oorlog waarin tienduizenden doden vielen.

## Inhoud
De Veiligheidsraad:
- Herinnert aan de resoluties 425, 426, 427, 434, 444, 450, 459, 467, 483, 488, 490, 498 en 501.
- Herbevestigt de resoluties 508 en 509.
- Heeft het rapport van de secretaris-generaal over de interim-VN-macht in Libanon bestudeerd, en bemerkt de besluiten en aanbevelingen erin.
- Denkt eraan dat verergering van de situatie moet worden vermeden en dat de sterkte van de VN-macht moet worden behouden terwijl de Veiligheidsraad de situatie bestudeert.

1. Beslist het mandaat van UNIFIL tijdelijk met twee maanden te verlengen, tot 19 augustus.
2. Machtigt de macht om in die periode de tijdelijke taken in paragraaf °17 van het rapport uit te voeren[1].
3. Roept alle betrokkenen op mee te werken met de macht.
4. Vraagt de secretaris-generaal om de Veiligheidsraad op de hoogte te houden over de uitvoering van de resoluties 508, 509 en deze resolutie.

## Verwante resoluties
- Resolutie 508 Veiligheidsraad Verenigde Naties
- Resolutie 509 Veiligheidsraad Verenigde Naties
- Resolutie 512 Veiligheidsraad Verenigde Naties
- Resolutie 513 Veiligheidsraad Verenigde Naties

Lijst ·  500 ·  501 ·  502 ·  503 ·  504 ·  505 ·  506 ·  507 ·  508 ·  509 ·  510 ·  511 ·  512 ·  513 ·  514 ·  515 ·  516 ·  517 ·  518 ·  519 ·  520 ·  521 ·  522 ·  523 ·  524 ·  525 ·  526 ·  527 ·  528